# Голоблі

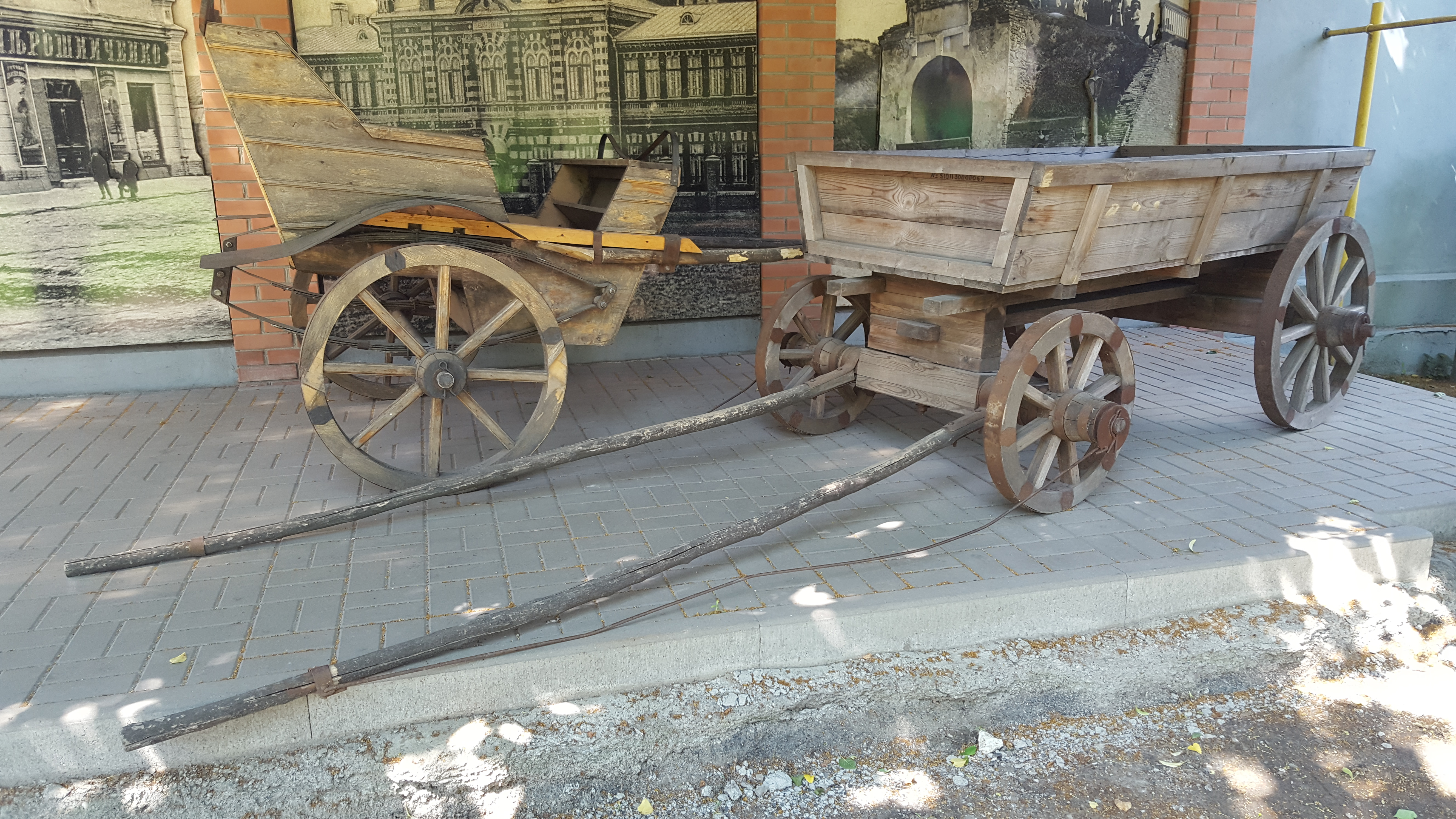
Віз із голоблями. Пороховий погріб в Азові.

Голо́блі, рідше огло́блі (від прасл. *o-globja, пов'язаного з *globa — «жердина», звідси й «суглоб») — елемент кінної упряжі, пара прямих чи злегка вигнутих жердин, які розташовуються по боках коня і використовуються у голобельно-дуговому («російському») і голобельно-посторонковому («англійському») запрягу.

## Використовування

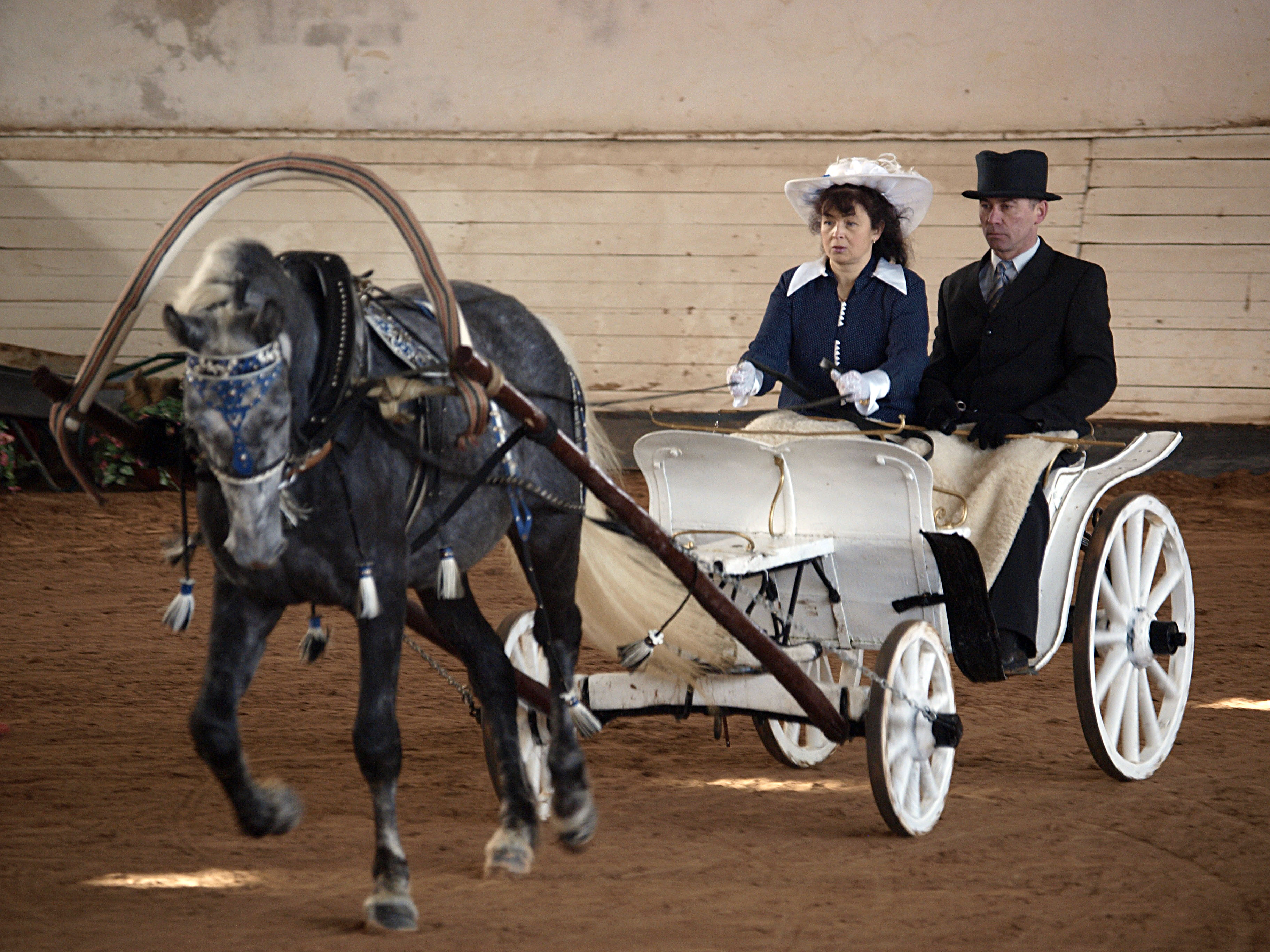
Голобельно-дугова запряжка. Видно ланцюгові отоси, протягнуті до кінців осі

Голоблі можуть бути як круглого перерізу по всій довжині, так і з відрізком квадратного перерізу в кореневій частині (1 м). У продаж надходять парами. Довжина голобель може бути різною: для саней 3-3,2 м, для возів — 2,5-2,7 м.

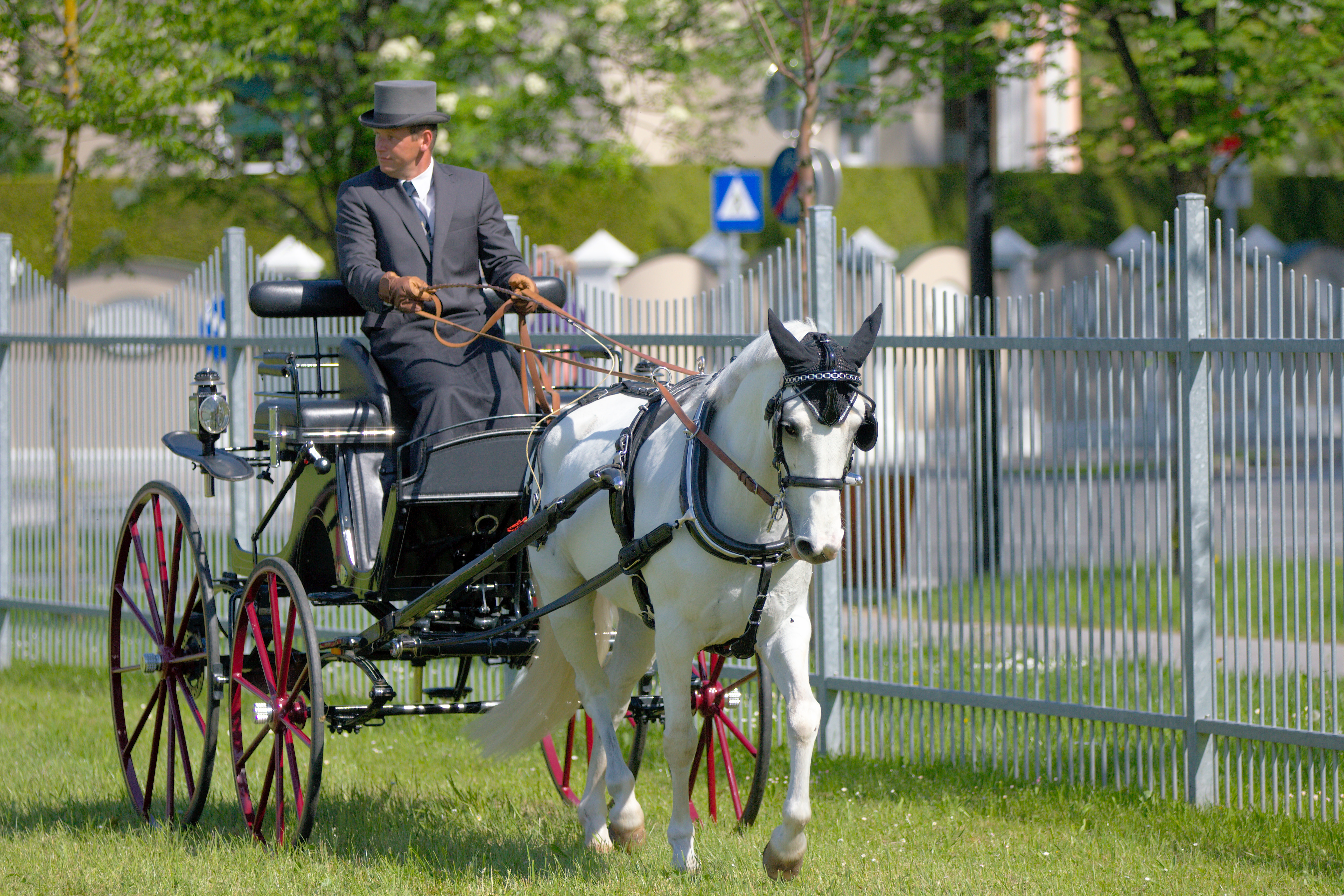
Голобельно-посторонкова запряжка з укороченими голоблями

Кріпити голоблі до повозки можуть по-різному: їх надівають заднім кінцем або прямо на вісь, або на кінці переднього насаду повозки, або закріпляють під віссю, або на спеціальній виносній планці перед насадом. Відзначалося, що правильний спосіб — це такий, при якому кріплення голобель й отос мають спільну вісь обертання. У санному запрягу голоблі кріплять до копилів саней за допомогою особливих кріплень (у російській мові відомих як завертки). Переднім кінцем їх, як правило, кріплять до хомута (вкорочені голоблі кріплять до сіделки). У голобельно-дуговому запрягу голоблі заміняють посторонки і дишель: вони і передають тягове зусилля і здійснюють повертання повозки. Для приєднання голобель до хомута в такому типі запрягу використовується дуга, яка кріпиться за допомогою гужів і розносить їхні передні кінці вбоки від корпусу коня. У разі парного чи трійкового запрягу кінь у голоблях називається корінним (корінником), а решта — підпряжними, пристяжними; для запрягу підпряжних застосовуються посторонки.

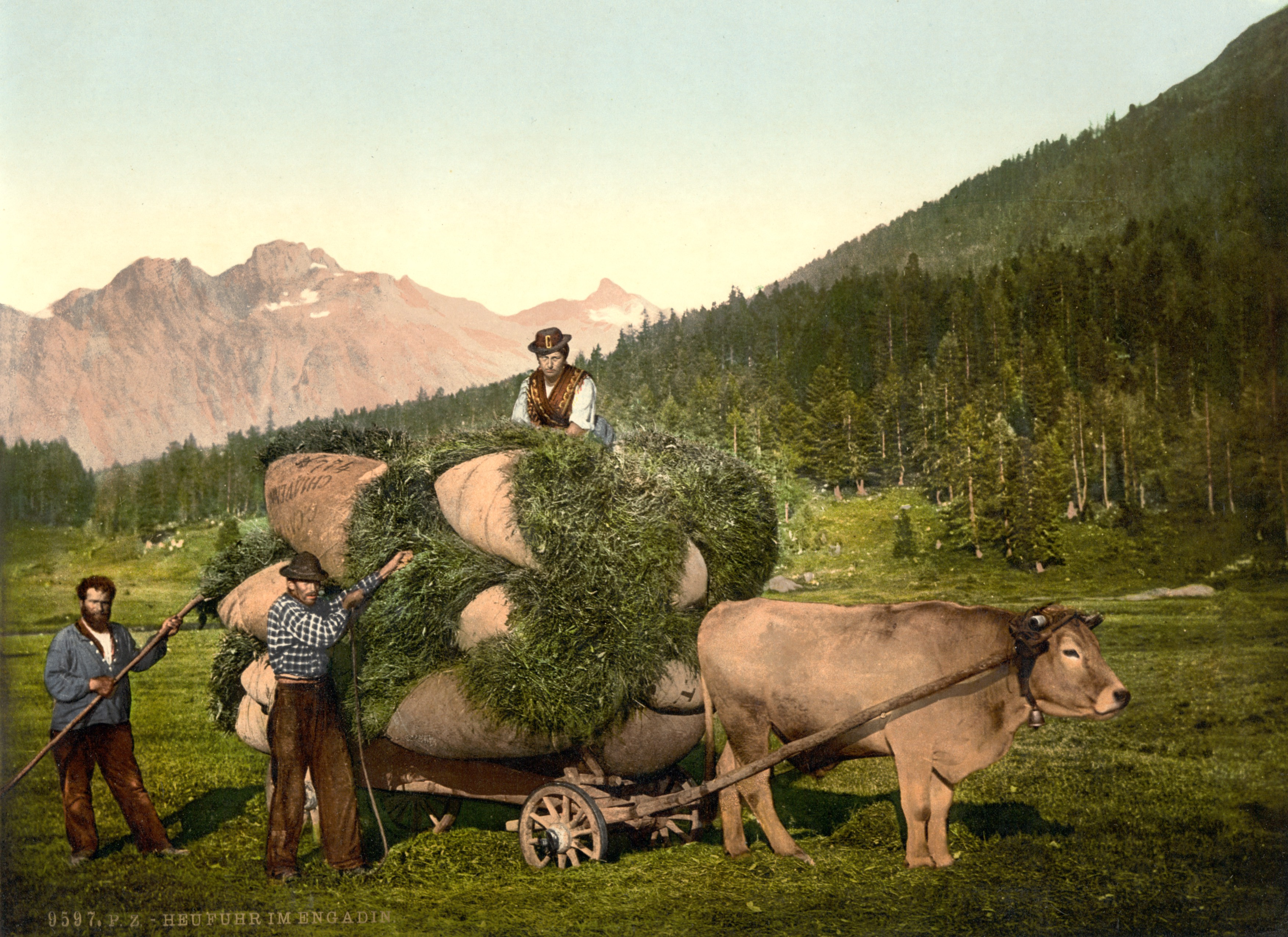
Голоблі у волячій запряжці з одиночним ярмом. Енгадін, 1900 р.

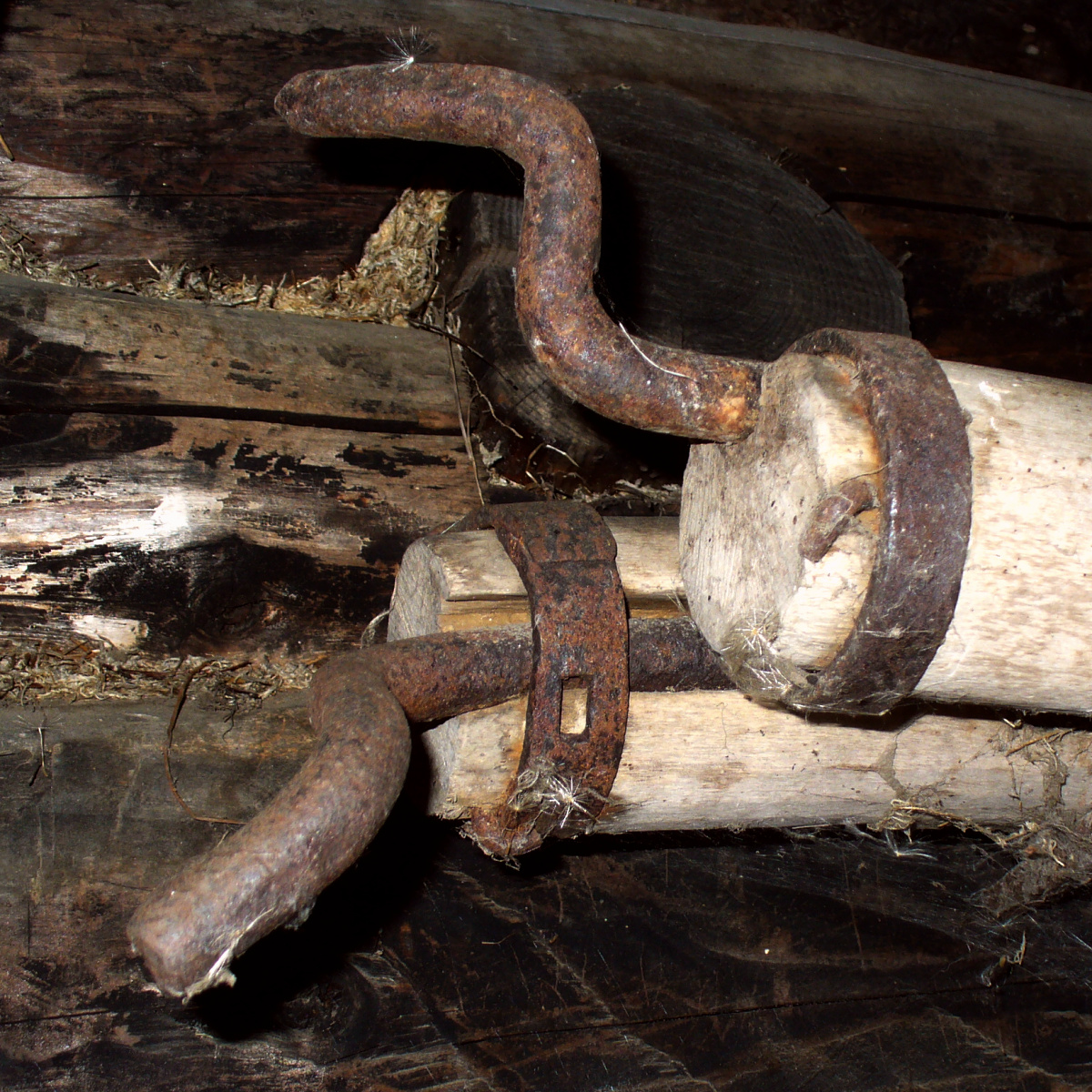
Кінці голобель, якими вони кріпляться до саней. Вітебська область.

Голоблі з'єднуються між собою і підтримуються черезсіде́льником (черезсіде́лком) — ременем, який проходить над сіделкою і підчеревником — ременем, що проходить під черевом коня. Для вирівнювання ходу екіпажа край голоблі з'єднують з передньою віссю отосою (отесою, тяжем) — пристроєм із залізного прута, дроту, ременя або вірьовки.
В англійському запрягу часто використовуються короткі голоблі, які не доходять до хомута чи шорки, а кріпляться до сіделки. Якщо ж використовують довгі голоблі, то для їх кріплення на хомуті в ньому передбачають короткі петлі — гужики. Тяга здійснюється через посторонки, прикріплені до гужових мочок хомута.
Голоблі також входили в конструкцію сохи: до них приєднувалася розсоха з нарольниками і привої, що з'єднували голоблі з розсохою. У російській мові сошні голоблі відомі як обжи.
На території України голоблі використовувалися в одиночній кінній запряжці, а також у воловій у разі використання одиночного ярма-«бовкуна».

## У культурі
- На Ніженщині вагітним радили переступати через голоблю, щоб були легкі пологи: «буде такий легкий порід, як кінь біжить»[18].
- Також голоблі були символом спільного лиха: «У голоблях так тягне чорний, як і білий»[18].

## Прислів'я, мовні звороти
- Голобельна критика (голобе́льщина) — надто груба, розтрощувальна критика, яка відзначає тільки негативне.
- Голобе́льник — той, хто грубо критикує.
- Знала кобила, нащо оглоблі била; тепер хоч хвостом вези!
- Повертати голоблі — повертатися назад або звертатися до когось іншого.
- Вибачай, а голоблі повертай